# 拜伯里苑

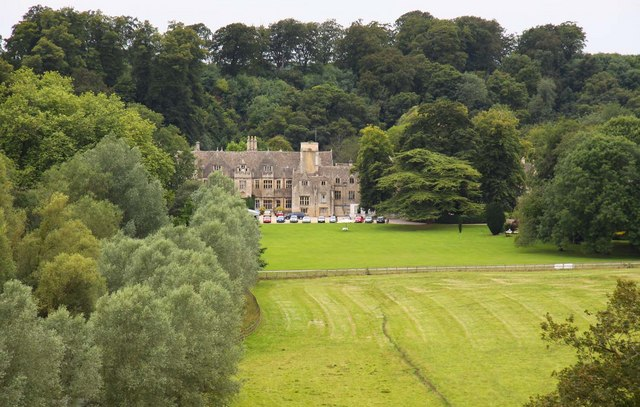
拜伯里苑

拜伯里苑（Bibury Court）是英格兰格洛斯特郡拜伯里最大的建筑.，是一座詹姆士（Jacobean）风格的乡村庄园。 这是一座一级登录建筑。 
附近的阿布林顿庄园（Ablington Manor）,在波特利克巷, 建于1590年，也是一座一级登录建筑。
科隆河流经庄园的南部。

## 历史
拜伯里苑建于1560-1599年，1633年首次为托马斯·萨克维尔爵士扩建。 萨克维尔家族及其继承人，一直拥有它，直到1816年出售给谢尔伯恩勋爵。1759年左右，托马斯·埃斯特科特·克雷斯韦尔对内部进行了改造。
1920年代，克拉克爵士从谢尔伯恩勋爵那里买下了这所房子和周围产业，和他的妻子埃尔弗里达住在那里 (罗斯福家族)。1963年，汉弗莱·克拉克爵士在母亲去世后将其出售。但后来他的儿子托比亚斯·克拉克先生保住了庄园，直到1980年代。庄园的北部基尔肯尼农场出售给农民。房子于1968年改建为酒店，2008年，有机面粉磨坊主约翰·李斯特收购庄园，2015年改建为私人住宅。

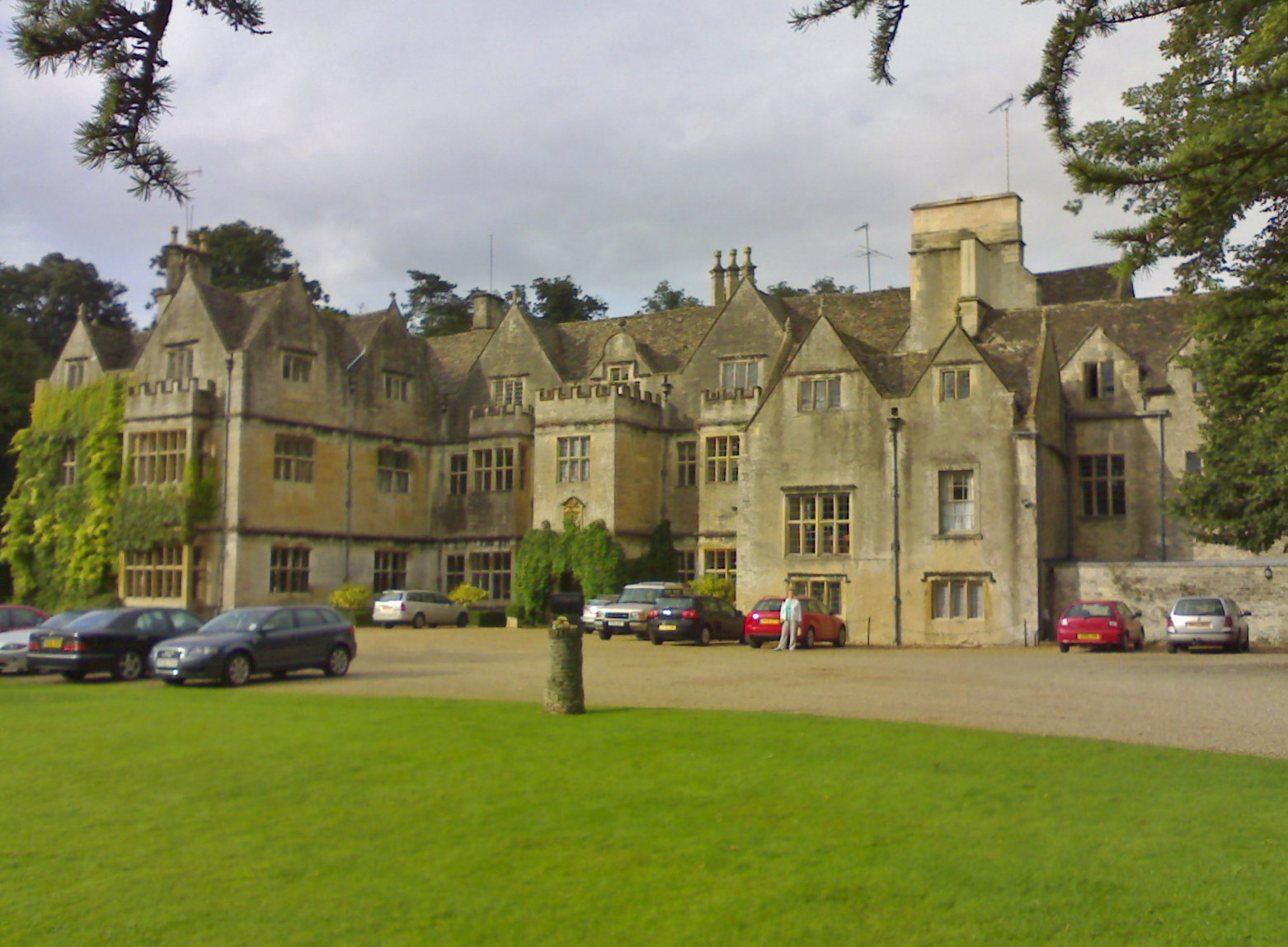
拜伯里苑